# کوپل-یارگو
کوپل-یارگو شهری در شهرستان کومبیسیری در استان بازگا در بورکینافاسوی مرکزی است و جمعیت آن ۱۰۲۶ نفر است.